# Matteo Carrara
Matteo Carrara (Alzano Lombardo, 25 maart 1979) is een Italiaans voormalig wielrenner die van 2009 tot 2012 uitkwam voor de Nederlandse ploeg Vacansoleil-DCM. Op 5 december 2012 maakte hij bekend in 2013 niet in het peloton terug te keren.

## Belangrijkste overwinningen
2000
- Mainfranken Tour
- 5e etappe Grand Prix Willem Tell
- GP Ezio del Rosso

2003
- 5e etappe Ronde van Oostenrijk
- Criterium d'Abruzzo
- 2e en 5e etappe Ronde van het Qinghaimeer

2009
- Eindklassement Omloop van Lotharingen

2010
- Eindklassement Ronde van Luxemburg

## Resultaten in voornaamste wedstrijden
| Jaar | Ronde van Italië | Ronde van Frankrijk | Ronde van Spanje |
| ---- | ---------------- | ------------------- | ---------------- |
| 2001 | 111e             |                     |                  |
| 2002 | 81e              |                     |                  |
| 2003 | buiten tijd      |                     |                  |
| 2004 |                  |                     |                  |
| 2005 |                  |                     |                  |
| 2006 |                  |                     | opgave           |
| 2007 |                  |                     |                  |
| 2008 |                  | 36e                 |                  |
| 2009 |                  |                     | 37e              |
| 2010 |                  |                     |                  |
| 2011 | 16e              |                     | 146e             |
| 2012 | 96e              |                     |                  |

| Jaar | Milaan-San Remo | Gent-Wevelgem | Ronde van Vlaanderen | Amstel Gold Race | Luik-Bast.‑Luik | Ronde van Lombardije | Brabantse Pijl | Eschborn-Frankfurt |  | Wereldranglijsten |
| ---- | --------------- | ------------- | -------------------- | ---------------- | --------------- | -------------------- | -------------- | ------------------ |  | ----------------- |
| 2001 |                 |               |                      |                  |                 |                      |                |                    |  |                   |
| 2002 |                 |               |                      |                  |                 | 67e                  |                |                    |  |                   |
| 2003 | 86e             |               |                      |                  |                 |                      | 17e            |                    |  |                   |
| 2004 | 79e             |               |                      |                  |                 |                      |                |                    |  |                   |
| 2005 | 107e            |               |                      |                  |                 |                      |                |                    |  |                   |
| 2006 | 10e             | 83e           | 42e                  |                  |                 | 6e                   | 9e             |                    |  | 94e (UPT)         |
| 2007 |                 |               |                      | 29e              |                 |                      | 23e            | 30e                |  | 77e (UPT)         |
| 2008 |                 |               |                      |                  |                 |                      |                |                    |  | 123e (UPT)        |
| 2009 |                 |               |                      | 22e              | 12e             | 27e                  |                | 7e                 |  |                   |
| 2010 |                 |               |                      | 72e              |                 |                      |                | 26e                |  | 252e (UWK)        |
| 2011 |                 |               |                      |                  |                 |                      |                |                    |  | 150e (UWT)        |
| 2012 |                 |               |                      | 55e              | 89e             |                      |                |                    |  |                   |